# Mysidetes insignis
Mysidetes insignis är en kräftdjursart som först beskrevs av Georg Ossian Sars 1864.  Mysidetes insignis ingår i släktet Mysidetes, och familjen Mysidae. Arten är reproducerande i Sverige.